# 張家寧
張家寧（1988年6月13日—），台灣女藝人，為多曼尼經紀公司旗下成員，出演偶像劇18禁不禁後開始受到關注。2010年畢業於天主教輔仁大學心理學系，並取得美國加利福尼亞整合學院諮商心理學碩士（主修戲劇治療）。

## 演出作品
- 2008年 《黑糖群俠傳》 飾演：小護士
- 2009年 《逆風18》飾演：海海
- 2011年 《美樂。加油》 飾演：郭瑄瑄
- 2012年 《陽光總在風雨後》飾湯培欣
- 2012年《正義的化身》飾演:李靜宜(小雲)
- 2013年《蘋果的滋味》飾演:陳映蓉

## 節目主持
- 2007年－2008年4月26日《電玩大帝國》(已結束主持)

## 廣告代言
- 2007年
  - 全國電子廣告
  - 和信電信COCO雜誌彩妝版平面廣告

## 外部連結
- Change With Chang │舊金山東灣中文心理諮商Mandarin Counseling （页面存档备份，存于）
- 張家寧facebook page
- 張家寧部落格